# Chlosyne riobalsensis
Chlosyne riobalsensis is een vlinder uit de familie Nymphalidae. De wetenschappelijke naam van de soort is voor het eerst geldig gepubliceerd in 1961 door Bauer.